# Río Mali Elburgan
El río Mali (en ruso: Малый Эльбу́рган) es un río del Cáucaso septentrional en el raión de Jabez de la república de Karacháyevo-Cherkesia del sur de Rusia. Es un afluente por la izquierda del Kamliuko, que lo es del río Mali Zelenchuk, que desemboca en el río Kubán.

## Curso
El río nace el las alturas al este de Zeyuko, que separan sus aguas de las del río Kara-Pago, del valle del Kubán. Su curso discurre por 9.5 km por un estrecho valle en dirección noroeste hasta la desembocadura en la orilla izquierda del Kamliuko antes de que este llegue a Kosh-Jabl.